# Carola Mangiarotti
Carola Francesca Giuseppina Mangiarotti (Milano, 2 maggio 1952) è un'ex schermitrice italiana, specializzata nel fioretto.

## Biografia
Nata nel 1952 a Milano, è originaria di una famiglia di schermidori: il padre, Edoardo Mangiarotti, morto nel 2012, è l'italiano più medagliato di sempre ai Giochi olimpici, con 13 medaglie (6 ori, 5 argenti e 2 bronzi), conquistate in 5 partecipazioni olimpiche consecutive, da Berlino 1936 a Roma 1960; il nonno Giuseppe Mangiarotti partecipò ai Giochi di Londra 1908 e lo zio Dario Mangiarotti prese parte alle Olimpiadi di Londra 1948 e Helsinki 1952, vincendo 1 oro e 2 argenti.
Nel 1975 è stata bronzo ai Giochi del Mediterraneo di Algeri, dietro alle francesi Claudette Herbster-Josland e Brigitte Gapais-Dumont.
A 24 anni ha partecipato ai Giochi olimpici di Montréal 1976, sia nel fioretto individuale che in quello a squadre. Nella prima gara è arrivata 23ª con 3 vittorie e 2 sconfitte nel 1º turno, 2 vittorie e 3 sconfitte nel 2º, e 1 vittoria e 4 sconfitte nelle semifinali. Nella seconda, invece, insieme a Batazzi, Collino, Lorenzoni e Pigliapoco, ha preso parte alle vittorie nella fase a gironi contro Gran Bretagna (9-2 con 2 vittorie personali), Iran (13-3 con 3 vittorie personali) e Stati Uniti (14-2 con 3 vittorie personali) e poi alla sconfitta nei quarti di finale contro la Germania Ovest (9-2 con 2 sconfitte personali), con le azzurre terminate al 5º posto.
4 anni dopo ha preso parte di nuovo alle Olimpiadi, quelle di Mosca 1980, soltanto nel fioretto a squadre, insieme a Batazzi, Mochi, Sparaciari e Vaccaroni, scendendo in pedana soltanto nella sconfitta nella fase a gruppi contro l'Unione Sovietica per 9-4 con 1 sconfitta personale e nella finale 5º-6º posto, vinta per 9-6 contro Cuba, con 3 vittorie personali.

## Palmarès

### Giochi del Mediterraneo
- 1 medaglia:
  - 1 bronzo (Fioretto individuale ad Algeri 1975)